# 21.ª etapa do Giro d'Italia de 2017
A 21ª etapa do Giro d'Italia de 2017 teve lugar em 28 de maio de 2017 entre o Circuito de Monza e Milão sobre um percurso de 29,3 km, sendo um contrarrelógio individual. Foi a última etapa da Volta a Itália de 2017.

## Classificação da etapa
A classificação da etapa foi a seguinte:
| \| Classificação por etapas \| Classificação por etapas \| Classificação por etapas \| Classificação por etapas \| Classificação por etapas \| \| Ciclista \| Ciclista \| Equipe \| Tempo \| \| \| ------------------------ \| ------------------------ \| ------------------------ \| ------------------------ \| ------------------------ \| \| 1. \| Jos van Emden \| LottoNL-Jumbo \| 33m08s \| \| \| 2. \| Tom Dumoulin \| Team Sunweb \| + 15s \| \| \| 3. \| Manuel Quinziato \| BMC Racing Team \| + 27s \| \| \| 4. \| Vasil Kiryienka \| Team Sky \| + 31s \| \| \| 5. \| Joey Rosskopf \| BMC Racing Team \| + 35s \| \| \| 6. \| Jan Bárta \| Bora-Hansgrohe \| + 39s \| \| \| 7. \| Georg Preidler \| Team Sunweb \| + 51s \| \| \| 8. \| Bob Jungels \| Quick-Step Floors \| + 54s \| \| \| 9. \| Jan Tratnik \| CCC Sprandi Polkowice \| + 56s \| \| \| 10. \| Andrey Amador \| Movistar Team \| + 1m02s \| \| |                  |                       |         |
| |                  |                       |         |
| Fonte: ProCyclingStats |                  |                       |         |
| Classificação por etapas |                  |                       |         |
| Ciclista | Ciclista         | Equipe                | Tempo   |
| 1. | Jos van Emden    | LottoNL-Jumbo         | 33m08s  |
| 2. | Tom Dumoulin     | Team Sunweb           | + 15s   |
| 3. | Manuel Quinziato | BMC Racing Team       | + 27s   |
| 4. | Vasil Kiryienka  | Team Sky              | + 31s   |
| 5. | Joey Rosskopf    | BMC Racing Team       | + 35s   |
| 6. | Jan Bárta        | Bora-Hansgrohe        | + 39s   |
| 7. | Georg Preidler   | Team Sunweb           | + 51s   |
| 8. | Bob Jungels      | Quick-Step Floors     | + 54s   |
| 9. | Jan Tratnik      | CCC Sprandi Polkowice | + 56s   |
| 10. | Andrey Amador    | Movistar Team         | + 1m02s |

## Classificações ao final da etapa
A classificação geral depois de finalizar a etapa foi a seguinte:

### Classificação geral
| \| Classificação geral \| Classificação geral \| Classificação geral \| Classificação geral \| Classificação geral \| \| Ciclista \| Ciclista \| Equipe \| Tempo \| \| \| ------------------- \| ------------------- \| ------------------- \| ------------------- \| ------------------- \| \| 1. \| Tom Dumoulin \| Team Sunweb \| 90h34m54s \| \| \| 2. \| Nairo Quintana \| Movistar Team \| + 31s \| \| \| 3. \| Vincenzo Nibali \| Bahrain-Merida \| + 40s \| \| \| 4. \| Thibaut Pinot \| FDJ \| + 1m17s \| \| \| 5. \| Ilnur Zakarin \| Katusha-Alpecin \| + 1m56s \| \| \| 6. \| Domenico Pozzovivo \| AG2R La Mondiale \| + 3m11s \| \| \| 7. \| Bauke Mollema \| Trek-Segafredo \| + 3m41s \| \| \| 8. \| Bob Jungels \| Quick-Step Floors \| + 7m04s \| \| \| 9. \| Adam Yates \| Orica-Scott \| + 8m10s \| \| \| 10. \| Davide Formolo \| Cannondale-Drapac \| + 15m17s \| \| |                    |                   |           |
| |                    |                   |           |
| Fonte: ProCyclingStats |                    |                   |           |
| Classificação geral |                    |                   |           |
| Ciclista | Ciclista           | Equipe            | Tempo     |
| 1. | Tom Dumoulin       | Team Sunweb       | 90h34m54s |
| 2. | Nairo Quintana     | Movistar Team     | + 31s     |
| 3. | Vincenzo Nibali    | Bahrain-Merida    | + 40s     |
| 4. | Thibaut Pinot      | FDJ               | + 1m17s   |
| 5. | Ilnur Zakarin      | Katusha-Alpecin   | + 1m56s   |
| 6. | Domenico Pozzovivo | AG2R La Mondiale  | + 3m11s   |
| 7. | Bauke Mollema      | Trek-Segafredo    | + 3m41s   |
| 8. | Bob Jungels        | Quick-Step Floors | + 7m04s   |
| 9. | Adam Yates         | Orica-Scott       | + 8m10s   |
| 10. | Davide Formolo     | Cannondale-Drapac | + 15m17s  |

### Classificação por pontos
| Classificação por pontos | Classificação por pontos | Classificação por pontos      | Classificação por pontos | Classificação por pontos |
| Ciclista                 | Ciclista                 | Equipe                        | Pontos                   |                          |
| ------------------------ | ------------------------ | ----------------------------- | ------------------------ | ------------------------ |
| 1.                       | Fernando Gaviria         | Quick-Step Floors             | 325 pts                  |                          |
| 2.                       | Jasper Stuyven           | Trek-Segafredo                | 192 pts                  |                          |
| 3.                       | Sam Bennett              | Bora-Hansgrohe                | 117 pts                  |                          |
| 4.                       | Daniel Teklehaimanot     | Dimension Data                | 100 pts                  |                          |
| 5.                       | Lukas Pöstlberger        | Bora-Hansgrohe                | 98 pts                   |                          |
| 6.                       | Tom Dumoulin             | Team Sunweb                   | 80 pts                   |                          |
| 7.                       | Pavel Brutt              | Gazprom-RusVelo               | 76 pts                   |                          |
| 8.                       | Kristian Sbaragli        | Dimension Data                | 76 pts                   |                          |
| 9.                       | Eugert Zhupa             | Wilier Triestina-Selle Italia | 70 pts                   |                          |
| 10.                      | Roberto Ferrari          | UAE Team Emirates             | 70 pts                   |                          |

### Classificações por equipas

#### Classificação por tempo
| Classificação por equipes | Classificação por equipes | Classificação por equipes | Classificação por equipes |
| Equipe                    | Equipe                    | Tempo                     |                           |
| ------------------------- | ------------------------- | ------------------------- | ------------------------- |
| 1.                        | Movistar Team             | 272h21m54s                |                           |
| 2.                        | AG2R La Mondiale          | + 59m46s                  |                           |
| 3.                        | FDJ                       | + 1h19m56s                |                           |
| 4.                        | Bahrain-Merida            | + 1h24m52s                |                           |
| 5.                        | Cannondale-Drapac         | + 1h27m19s                |                           |
| 6.                        | UAE Team Emirates         | + 1h59m31s                |                           |
| 7.                        | Sky                       | + 1h59m41s                |                           |
| 8.                        | Astana                    | + 2h09m05s                |                           |
| 9.                        | Trek-Segafredo            | + 2h23m12s                |                           |
| 10.                       | Team Sunweb               | + 2h41m45s                |                           |

#### Classificação por pontos
| Classificação por equipes | Classificação por equipes | Classificação por equipes | Classificação por equipes |
| Equipe                    | Equipe                    | Pontos                    |                           |
| ------------------------- | ------------------------- | ------------------------- | ------------------------- |
| 1.                        | Quick-Step Floors         | 516 pts                   |                           |
| 2.                        | UAE Team Emirates         | 355 pts                   |                           |
| 3.                        | Sky                       | 323 pts                   |                           |
| 4.                        | Bora-Hansgrohe            | 308 pts                   |                           |
| 5.                        | Movistar Team             | 297 pts                   |                           |
| 6.                        | Dimension Data            | 289 pts                   |                           |
| 7.                        | Team Sunweb               | 286 pts                   |                           |
| 8.                        | Trek-Segafredo            | 277 pts                   |                           |
| 9.                        | FDJ                       | 240 pts                   |                           |
| 10.                       | Bahrain-Merida            | 239 pts                   |                           |